# Hankasalmi
Hankasalmi é um município da Finlândia.
Ele está localizado na província da Finlândia Ocidental e faz parte da região Central da Finlândia. O município tem uma população de 5,062
(31 de agosto de 2017) e cobre uma área de 687,75 quilômetro quadrados (km2 ( A densidade populacional é 8,85 hab por quilometro quadrado (22,9/sq mi).
Próximo municípios são Kangasniemi, Konnevesi, Laukaa, Pieksämäki, Rautalampi e Toivakka.
O município fala apenas finlandês.

## Aldeias Conhecidas
Halttula

## Natureza
Há um total de 97 lagos em Hankasalmi. Os maiores lagos são Kynsivesi-Leivonvesi, Armisvesi e Kuuhankavesi.

## Pessoas notáveis
- Aimo Minkkinen, antigo chefe de Tampere Lenin Museu
- Antero Halonen, boxer
- Kaarlo Kartio, ator
- Kalevi Tarvainen, linguista e professor
- Kari Ihalainen, arremessador de dardo e treinador de pista e de campo
- Lauri W. Pääkkönen, escola de ensino fundamental professor e escritor
- Matti Karjalainen, professor da Universidade de Tecnologia de Helsínquia
- Matti Makkonen, político
- Matti Rutanen, artista popular
- Mika Mölsä, jornalista criminalista e escritor de ficção
- Niina Mäkinen, jogador de hóquei no gelo
- Onni Haini, jornalista e escritor
- Onni Pellinen, wrestler Olímpico
- Paavo Rautkallio, político
- A Poikolainen, jogador do Pesäpallo
- Vilho Ylönen, esquiador cross-country e atirador de rifle

## Geminações
- Häädemeeste Paróquia, Estónia[3]
- Hohenhameln, Alemanha[4]
- Mjölby, Suécia[5]
- Karmøy, Noruega[5]

## Galeria

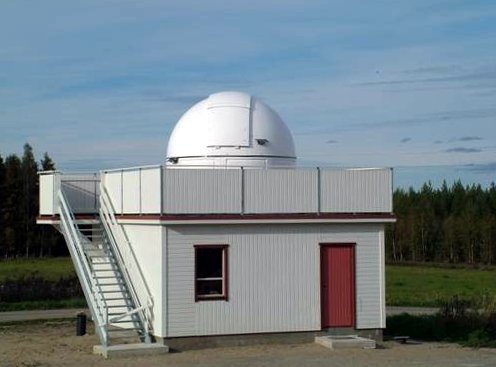
Hankasalmi Observatório
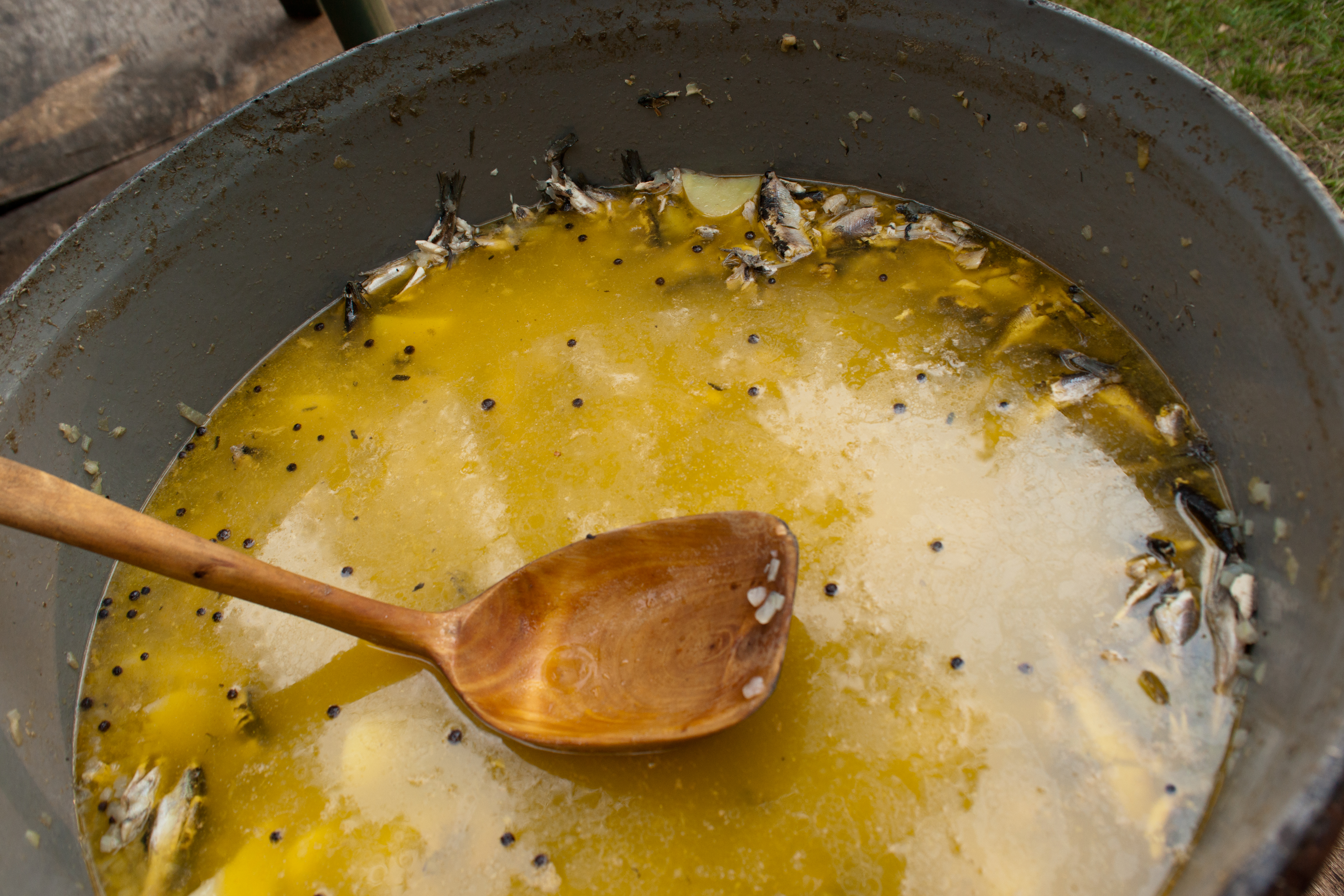
A tradicional sopa de peixe cozido no Hankasalmi
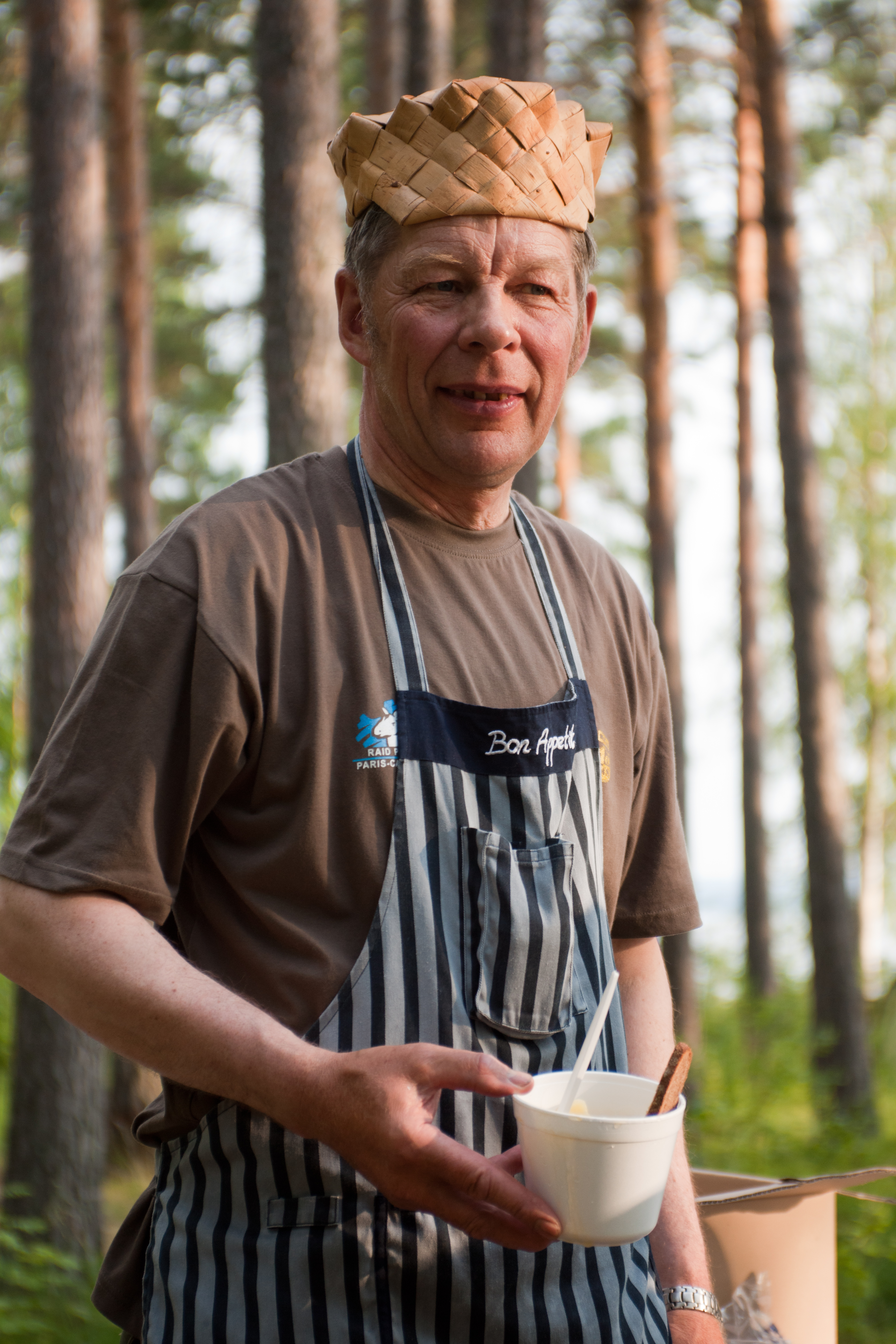
Um homem com um chapéu de madeira em Hankasalmi
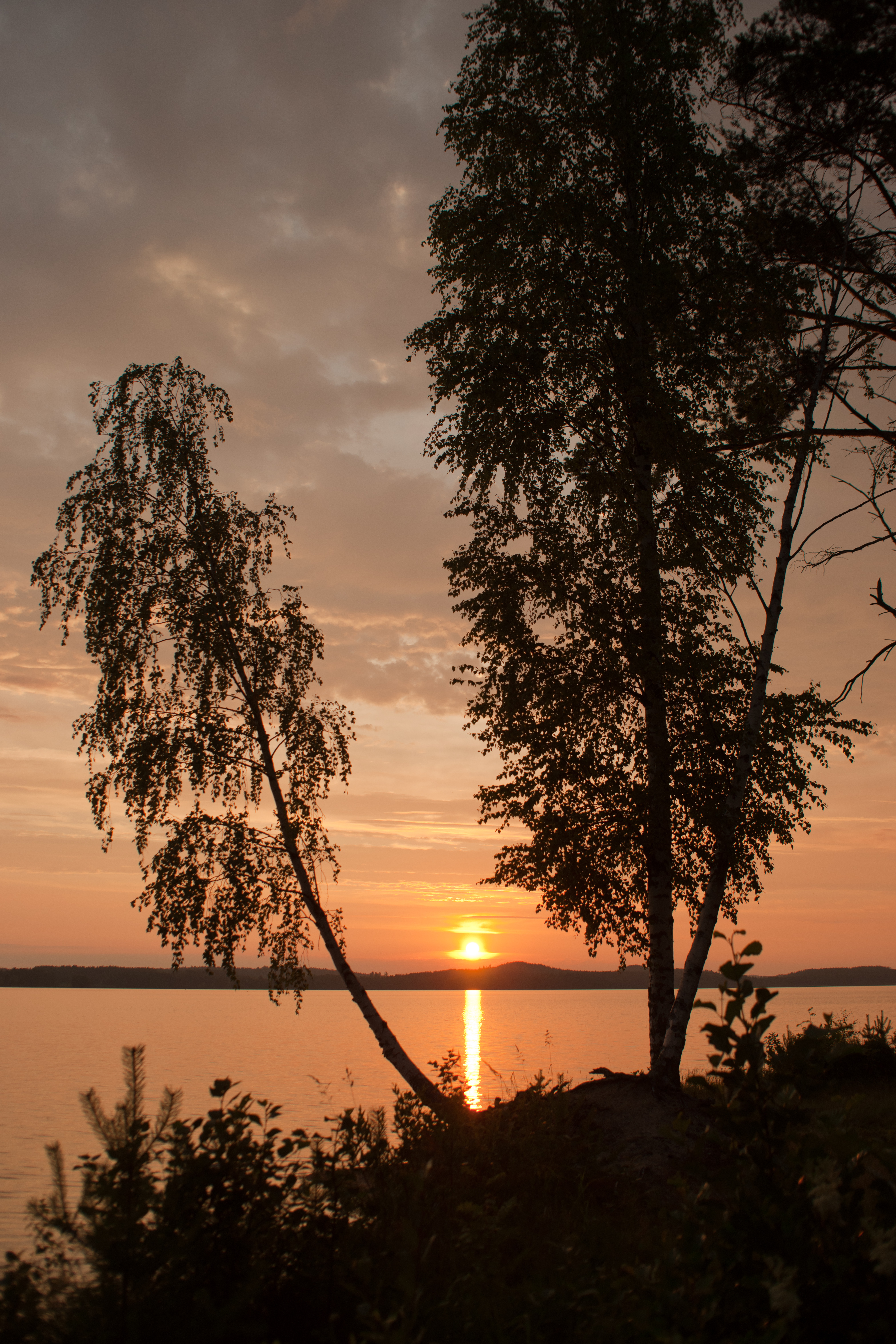
Por do sol sobre o Lago Kuuhankavesi
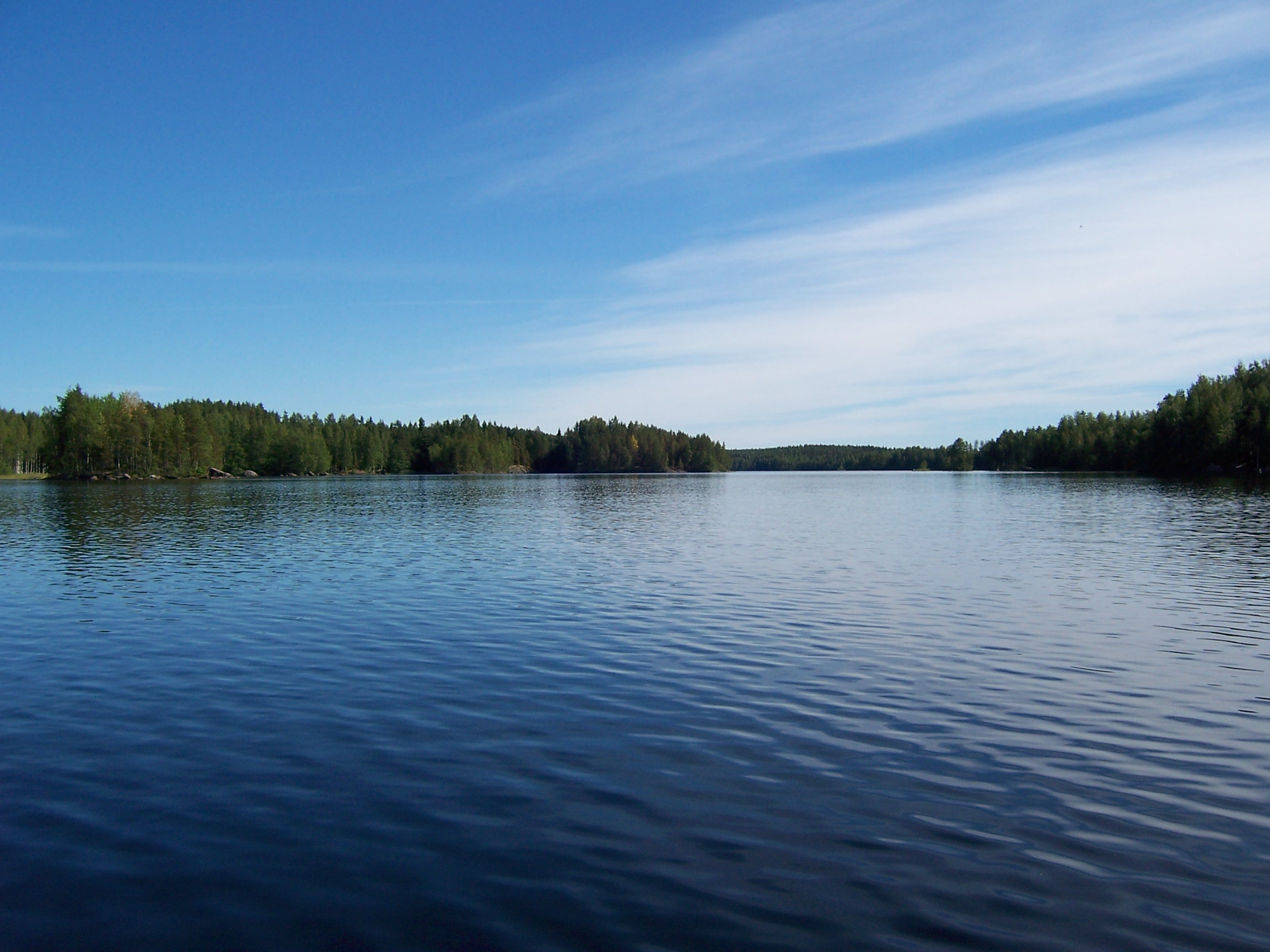
Lago Armisvesi em Hankasalmi
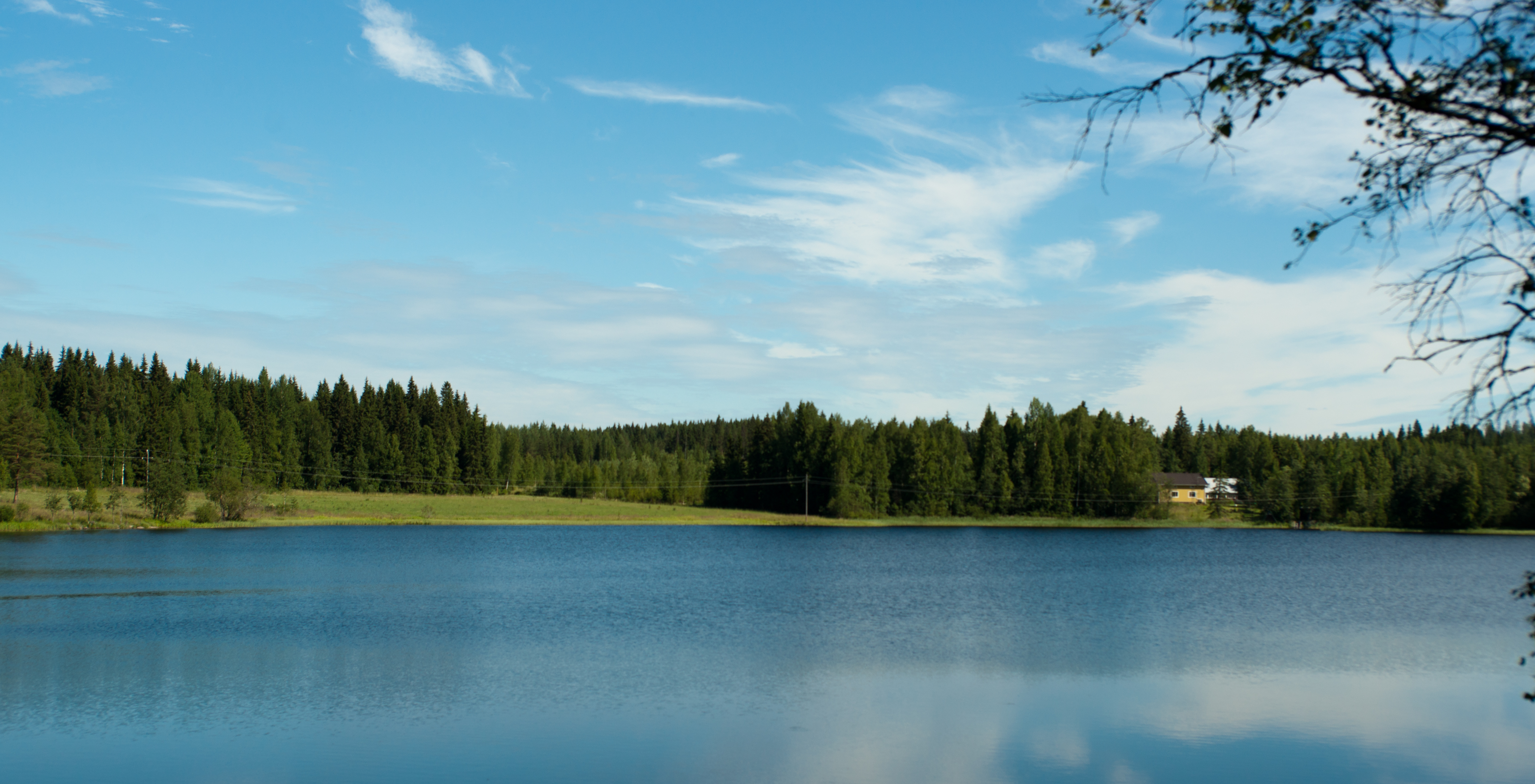
Lago Säkinlampi
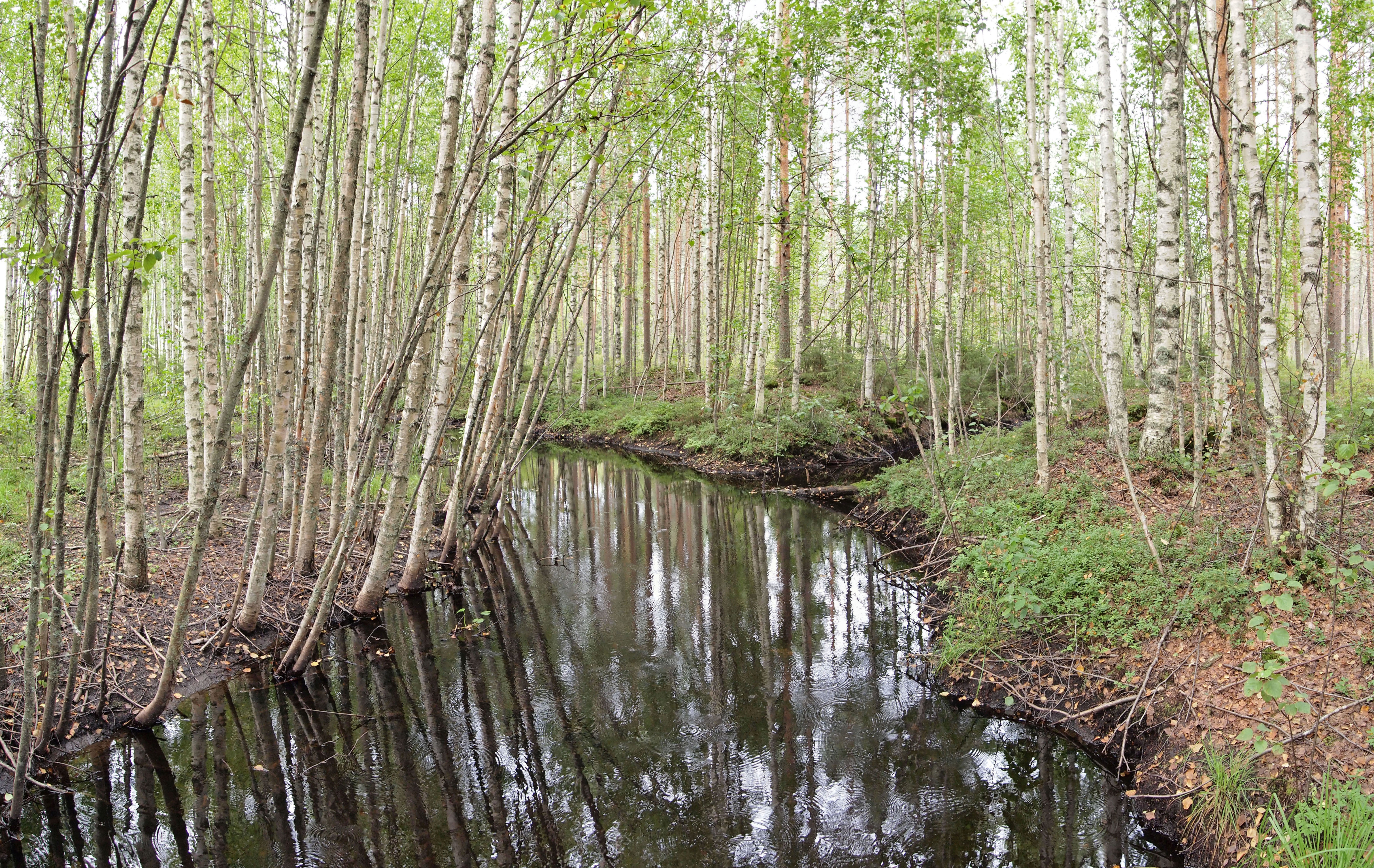
Um riacho perto de Keskisenlampi trilha da natureza em Hankasalmi
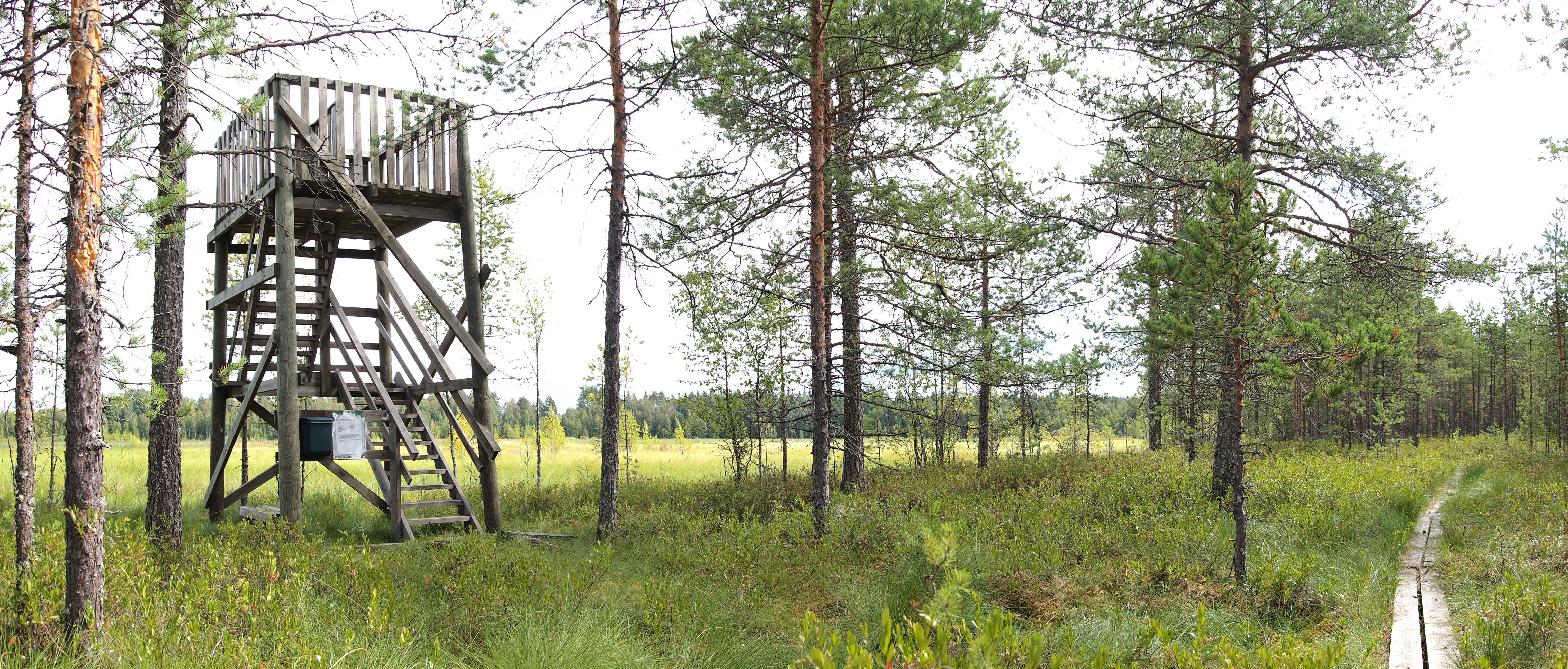
Keskisenlampi torre de observação de aves